# West Square
West Square est une place historique située à Londres, à proximité de l’Imperial War Museum.

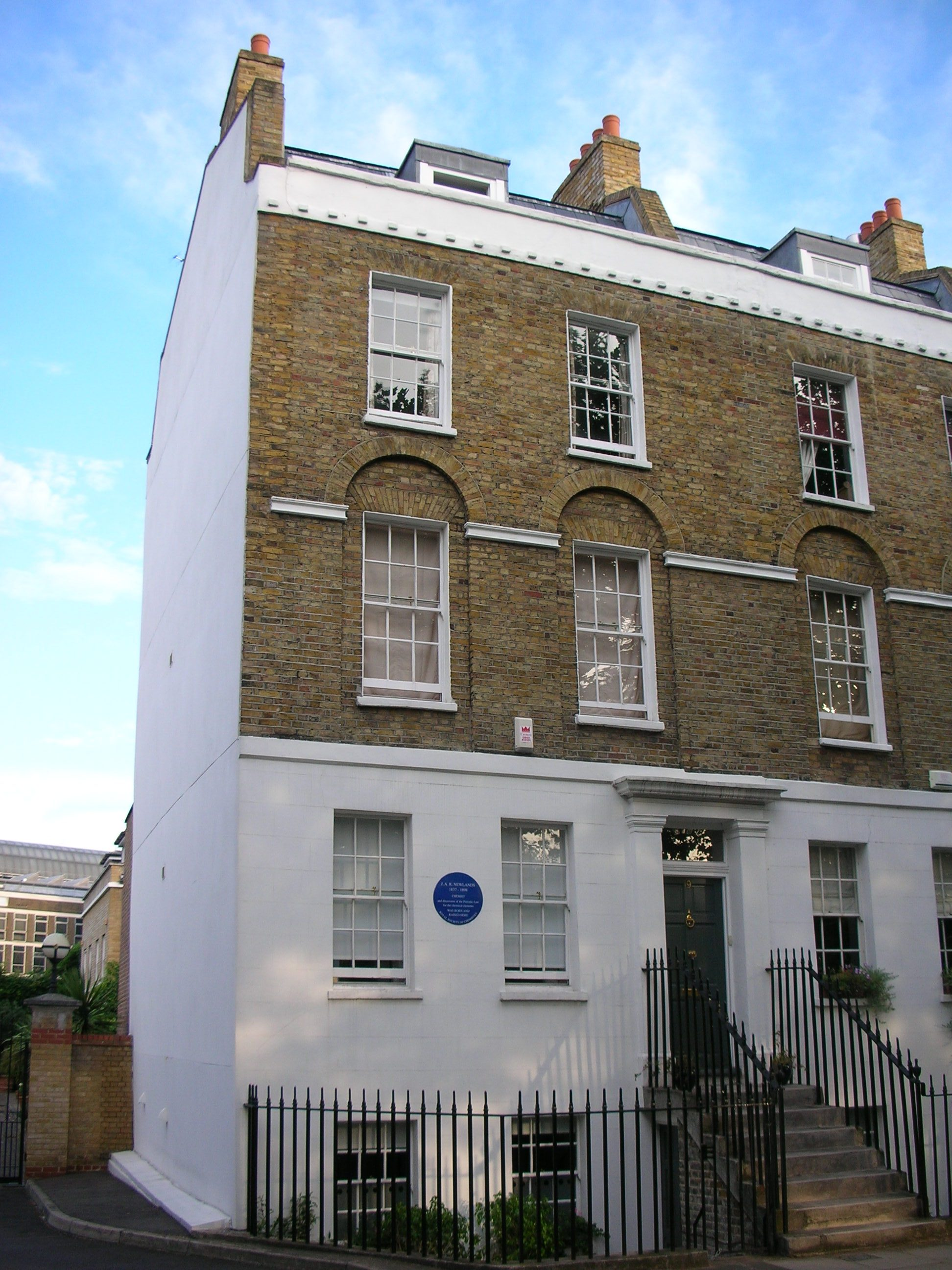
Maison de John Newlands à West Square